# Els casos del Departament Q: Profanació
Els casos del Departament Q: Profanació (títol original en danès, Fasandræberne) és una pel·lícula de misteri criminal danesa del 2014 dirigida per Mikkel Nørgaard i coescrit per Nikolaj Arcel i Rasmus Heisterberg, basada en la novel·la homònima de Jussi Adler-Olsen. És la segona pel·lícula de la sèrie cinematogràfica Els casos del Departament Q després de la pel·lícula de 2013 Misericòrdia, i abans de la pel·lícula de 2016 Redempció . Quan es va estrenar l'octubre de 2014, va ser la setmana d'estrena més taquillera de Dinamarca per a una pel·lícula local. S'ha doblat al valencià per a À Punt. També s'ha subtitulat al català central.